# Arjan Beqaj
Arjan Nexhat Beqaj (Prizren, 20 agosto 1975) è un allenatore di calcio ed ex calciatore albanese, di ruolo portiere, preparatore dei portieri dell'AEK Larnaca.

## Biografia
Nato a Prizren in Kosovo, si è trasferito in Albania da adolescente.

## Carriera

### Club
È stato eletto miglior portiere del campionato cipriota nella stagione 2007-2008.
Il 16 agosto 2011 lascia il calcio giocato.

### Nazionale
Vanta 43 presenze nella nazionale albanese, con la quale ha giocato dal 1998 fino al 2011.

## Statistiche

### Presenze e reti nei club
Statistiche aggiornate al 18 ottobre 2010.
| Stagione                | Squadra                 | Campionato              | Campionato | Campionato | Coppe nazionali | Coppe nazionali | Coppe nazionali | Coppe continentali | Coppe continentali | Coppe continentali | Altre coppe | Altre coppe | Altre coppe | Totale | Totale   |
| Stagione                | Squadra                 | Comp                    | Pres       | Reti       | Comp            | Pres            | Reti            | Comp               | Pres               | Reti               | Comp        | Pres        | Reti        | Pres   | Reti     |
| ----------------------- | ----------------------- | ----------------------- | ---------- | ---------- | --------------- | --------------- | --------------- | ------------------ | ------------------ | ------------------ | ----------- | ----------- | ----------- | ------ | -------- |
| 1994-1995               | Partizani Tirana        | KP                      | 2          | -?         | CA              | 0               | 0               | -                  | -                  | -                  | -           | -           | -           | 2      | 0+       |
| 1995-1996               | Partizani Tirana        | KP                      | 18         | -?         | CA              | 0               | 0               | -                  | -                  | -                  | -           | -           | -           | 18     | 0+       |
| 1996-1997               | Partizani Tirana        | KP                      | 17         | -?         | CA              | 0               | 0               | -                  | -                  | -                  | -           | -           | -           | 17     | 0+       |
| Totale Partizani Tirana | Totale Partizani Tirana | Totale Partizani Tirana | 37         | -?         |                 | 0               | 0               |                    | -                  | -                  |             | -           | -           | 37     | 0+       |
| 1997-1998               | OFI Creta               | AE                      | 4          | -7         | CG              | 0               | 0               | -                  | -                  | -                  | -           | -           | -           | 4      | -7       |
| 1998-1999               | OFI Creta               | AE                      | 32         | -40        | CG              | 0               | 0               | -                  | -                  | -                  | -           | -           | -           | 32     | -40      |
| 1999-2000               | OFI Creta               | AE                      | 27         | -32        | CG              | 5               | -3              | -                  | -                  | -                  | -           | -           | -           | 32     | -35      |
| 2000-2001               | OFI Creta               | AE                      | 31         | -44; 1     | CG              | 1               | 0               | CU                 | 4                  | -6                 | -           | -           | -           | 36     | -50+; 1  |
| 2001-2002               | OFI Creta               | AE                      | 20         | -26        | CG              | 5               | -6              | -                  | -                  | -                  | -           | -           | -           | 25     | -32      |
| 2002-2003               | OFI Creta               | AE                      | 18         | -17        | CG              | 4               | 0               | -                  | -                  | -                  | -           | -           | -           | 22     | -17      |
| Totale OFI Creta        | Totale OFI Creta        | Totale OFI Creta        | 132        | -166; 1    |                 | 15              | -9              |                    | 4                  | -6                 |             | -           | -           | 151    | -181; 1  |
| 2003-2004               | Iōnikos                 | AE                      | 28         | -40        | CG              | 2               | -6              | -                  | -                  | -                  | -           | -           | -           | 30     | -46      |
| 2004-2005               | Iōnikos                 | AE                      | 27         | -31        | CG              | 3               | -4              | -                  | -                  | -                  | -           | -           | -           | 30     | -35      |
| 2005-2006               | Iōnikos                 | AE                      | 28         | -37        | CG              | 2               | -4              | -                  | -                  | -                  | -           | -           | -           | 30     | -41      |
| Totale Iōnikos          | Totale Iōnikos          | Totale Iōnikos          | 83         | -108       |                 | 7               | -14             |                    | -                  | -                  |             | -           | -           | 90     | -122     |
| 2006-2007               | Anorthōsis              | AK                      | 26         | -20        | CC              | 0               | 0               | -                  | -                  | -                  | -           | -           | -           | 26     | -20      |
| 2007-2008               | Anorthōsis              | AK                      | 27         | -16        | CC              | 0               | 0               | CU                 | 5                  | -7                 | SC          | 1           | -1          | 33     | -24      |
| 2008-2009               | Anorthōsis              | AK                      | 10         | -12        | CC              | 0               | 0               | UCL                | 11                 | -9                 | -           | -           | -           | 21     | -21      |
| 2009-2010               | Anorthōsis              | AK                      | 19         | -15        | CC              | 0               | 0               | UEL                | 0                  | 0                  | -           | -           | -           | 19     | -15      |
| Totale Anorthōsis       | Totale Anorthōsis       | Totale Anorthōsis       | 82         | -63        |                 | 0               | 0               |                    | 16                 | -16                |             | 1           | -1          | 99     | -80      |
| 2010-gen. 2011          | Olympiakos Nicosia      | AK                      | 5          | -9         | CC              | 0               | 0               | -                  | -                  | -                  | -           | -           | -           | 5      | -9       |
| gen.-giu. 2011          | Ermīs Aradippou         | AK                      | 0          | 0          | CC              | 0               | 0               | -                  | -                  | -                  | -           | -           | -           | 0      | 0        |
| Totale carriera         | Totale carriera         | Totale carriera         | 339        | -346+; 1   |                 | 22              | -23             |                    | 20                 | -22                |             | 1           | -1          | 382    | -392+; 1 |

### Cronologia presenze e reti in Nazionale
| Cronologia completa delle presenze e delle reti in nazionale ― Albania | Cronologia completa delle presenze e delle reti in nazionale ― Albania | Cronologia completa delle presenze e delle reti in nazionale ― Albania | Cronologia completa delle presenze e delle reti in nazionale ― Albania | Cronologia completa delle presenze e delle reti in nazionale ― Albania | Cronologia completa delle presenze e delle reti in nazionale ― Albania | Cronologia completa delle presenze e delle reti in nazionale ― Albania | Cronologia completa delle presenze e delle reti in nazionale ― Albania |
| Data                                                                   | Città                                                                  | In casa                                                                | Risultato                                                              | Ospiti                                                                 | Competizione                                                           | Reti                                                                   | Note                                                                   |
| ---------------------------------------------------------------------- | ---------------------------------------------------------------------- | ---------------------------------------------------------------------- | ---------------------------------------------------------------------- | ---------------------------------------------------------------------- | ---------------------------------------------------------------------- | ---------------------------------------------------------------------- | ---------------------------------------------------------------------- |
| 21-1-1998                                                              | Antalya                                                                | Turchia                                                                | 1 – 4                                                                  | Albania                                                                | Amichevole                                                             | -                                                                      | 76’                                                                    |
| 8-2-1998                                                               | Attard                                                                 | Albania                                                                | 0 – 3                                                                  | Georgia                                                                | Rothmans                                                               | -3                                                                     | 79’                                                                    |
| 10-2-1999                                                              | Tirana                                                                 | Albania                                                                | 2 – 0                                                                  | Macedonia                                                              | Amichevole                                                             | -                                                                      | 82’                                                                    |
| 9-10-1999                                                              | Tirana                                                                 | Albania                                                                | 2 – 1                                                                  | Georgia                                                                | Qual. Euro 2000                                                        | -1                                                                     |                                                                        |
| 8-2-2000                                                               | Attard                                                                 | Albania                                                                | 1 – 0                                                                  | Azerbaigian                                                            | Rothmans                                                               | -                                                                      |                                                                        |
| 10-2-2000                                                              | Attard                                                                 | Malta                                                                  | 0 – 1                                                                  | Albania                                                                | Rothmans                                                               | -                                                                      |                                                                        |
| 15-8-2000                                                              | Tirana                                                                 | Albania                                                                | 0 – 0                                                                  | Cipro                                                                  | Amichevole                                                             | -                                                                      | 71’                                                                    |
| 15-11-2000                                                             | Tirana                                                                 | Albania                                                                | 3 – 0                                                                  | Malta                                                                  | Amichevole                                                             | -                                                                      | 63’                                                                    |
| 25-4-2001                                                              | Gaziantep                                                              | Turchia                                                                | 0 – 2                                                                  | Albania                                                                | Amichevole                                                             | -                                                                      | 52’                                                                    |
| 1-9-2001                                                               | Tirana                                                                 | Albania                                                                | 0 – 2                                                                  | Finlandia                                                              | Qual. Mondiali 2002                                                    | -2                                                                     |                                                                        |
| 13-2-2002                                                              | Hesperange                                                             | Lussemburgo                                                            | 0 – 0                                                                  | Albania                                                                | Amichevole                                                             | -                                                                      |                                                                        |
| 27-3-2002                                                              | Tirana                                                                 | Albania                                                                | 1 – 0                                                                  | Azerbaigian                                                            | Amichevole                                                             | -                                                                      |                                                                        |
| 17-4-2002                                                              | Andorra                                                                | Andorra                                                                | 2 – 0                                                                  | Albania                                                                | Amichevole                                                             | -1                                                                     | 46’                                                                    |
| 12-2-2003                                                              | Bastia Umbra                                                           | Albania                                                                | 5 – 0                                                                  | Vietnam                                                                | Amichevole                                                             | -                                                                      | 46’                                                                    |
| 30-4-2003                                                              | Sofia                                                                  | Bulgaria                                                               | 2 – 0                                                                  | Albania                                                                | Amichevole                                                             | -2                                                                     | 46’                                                                    |
| 7-6-2003                                                               | Dublino                                                                | Irlanda                                                                | 2 – 1                                                                  | Albania                                                                | Qual. Euro 2004                                                        | -1                                                                     | 79’                                                                    |
| 20-8-2003                                                              | Skopje                                                                 | Macedonia                                                              | 3 – 1                                                                  | Albania                                                                | Amichevole                                                             | -1                                                                     | 46’                                                                    |
| 1-3-2006                                                               | Tirana                                                                 | Albania                                                                | 1 – 2                                                                  | Lituania                                                               | Amichevole                                                             | -2                                                                     |                                                                        |
| 6-9-2006                                                               | Tirana                                                                 | Albania                                                                | 0 – 2                                                                  | Romania                                                                | Qual. Euro 2008                                                        | -2                                                                     |                                                                        |
| 11-10-2006                                                             | Amsterdam                                                              | Paesi Bassi                                                            | 2 – 1                                                                  | Albania                                                                | Qual. Euro 2008                                                        | -2                                                                     |                                                                        |
| 7-2-2007                                                               | Scutari                                                                | Albania                                                                | 0 – 1                                                                  | Macedonia                                                              | Amichevole                                                             | -1                                                                     |                                                                        |
| 24-3-2007                                                              | Tirana                                                                 | Albania                                                                | 0 – 0                                                                  | Slovenia                                                               | Qual. Euro 2008                                                        | -                                                                      |                                                                        |
| 28-3-2007                                                              | Sofia                                                                  | Bulgaria                                                               | 0 – 0                                                                  | Albania                                                                | Qual. Euro 2008                                                        | -                                                                      | 31’                                                                    |
| 2-6-2007                                                               | Tirana                                                                 | Albania                                                                | 2 – 0                                                                  | Lussemburgo                                                            | Qual. Euro 2008                                                        | -                                                                      |                                                                        |
| 6-6-2007                                                               | Lussemburgo                                                            | Lussemburgo                                                            | 0 – 3                                                                  | Albania                                                                | Qual. Euro 2008                                                        | -                                                                      |                                                                        |
| 22-8-2007                                                              | Tirana                                                                 | Albania                                                                | 3 – 0                                                                  | Malta                                                                  | Amichevole                                                             | -                                                                      | 46’                                                                    |
| 12-9-2007                                                              | Tirana                                                                 | Albania                                                                | 0 – 1                                                                  | Paesi Bassi                                                            | Qual. Euro 2008                                                        | -1                                                                     |                                                                        |
| 13-10-2007                                                             | Lubiana                                                                | Slovenia                                                               | 0 – 0                                                                  | Albania                                                                | Qual. Euro 2008                                                        | -                                                                      |                                                                        |
| 17-10-2007                                                             | Tirana                                                                 | Albania                                                                | 1 – 1                                                                  | Bulgaria                                                               | Qual. Euro 2008                                                        | -1                                                                     | 85’                                                                    |
| 17-11-2007                                                             | Tirana                                                                 | Albania                                                                | 2 – 4                                                                  | Bielorussia                                                            | Qual. Euro 2008                                                        | -4                                                                     |                                                                        |
| 21-11-2007                                                             | Bucarest                                                               | Romania                                                                | 6 – 1                                                                  | Albania                                                                | Qual. Euro 2008                                                        | -6                                                                     |                                                                        |
| 20-8-2008                                                              | Scutari                                                                | Albania                                                                | 2 – 0                                                                  | Liechtenstein                                                          | Amichevole                                                             | -                                                                      |                                                                        |
| 6-9-2008                                                               | Tirana                                                                 | Albania                                                                | 0 – 0                                                                  | Svezia                                                                 | Qual. Mondiali 2010                                                    | -                                                                      |                                                                        |
| 10-9-2008                                                              | Tirana                                                                 | Albania                                                                | 3 – 0                                                                  | Malta                                                                  | Qual. Mondiali 2010                                                    | -                                                                      |                                                                        |
| 11-10-2008                                                             | Budapest                                                               | Ungheria                                                               | 2 – 0                                                                  | Albania                                                                | Qual. Mondiali 2010                                                    | -2                                                                     |                                                                        |
| 15-10-2008                                                             | Lisbona                                                                | Portogallo                                                             | 0 – 0                                                                  | Albania                                                                | Qual. Mondiali 2010                                                    | -                                                                      |                                                                        |
| 11-8-2010                                                              | Tirana                                                                 | Albania                                                                | 1 – 0                                                                  | Uzbekistan                                                             | Amichevole                                                             | -                                                                      |                                                                        |
| 3-9-2010                                                               | Bucarest                                                               | Romania                                                                | 1 – 1                                                                  | Albania                                                                | Qual. Euro 2012                                                        | -1                                                                     |                                                                        |
| 7-9-2010                                                               | Tirana                                                                 | Albania                                                                | 1 – 0                                                                  | Lussemburgo                                                            | Qual. Euro 2012                                                        | -                                                                      |                                                                        |
| 8-10-2010                                                              | Tirana                                                                 | Albania                                                                | 1 – 1                                                                  | Bosnia ed Erzegovina                                                   | Qual. Euro 2012                                                        | -1                                                                     |                                                                        |
| 12-10-2010                                                             | Adalia                                                                 | Bielorussia                                                            | 2 – 0                                                                  | Albania                                                                | Qual. Euro 2012                                                        | -2                                                                     |                                                                        |
| 9-2-2011                                                               | Tirana                                                                 | Albania                                                                | 1 – 2                                                                  | Slovenia                                                               | Amichevole                                                             | -1                                                                     | 46’                                                                    |
| 20-6-2011                                                              | Buenos Aires                                                           | Argentina                                                              | 4 – 0                                                                  | Albania                                                                | Amichevole                                                             | -2                                                                     | cap. 73’                                                               |
| Totale                                                                 |                                                                        | Presenze                                                               | 43                                                                     |                                                                        | Reti                                                                   | -39                                                                    |                                                                        |

| Cronologia completa delle presenze e delle reti in nazionale (partite non ufficiali) ― Albania | Cronologia completa delle presenze e delle reti in nazionale (partite non ufficiali) ― Albania | Cronologia completa delle presenze e delle reti in nazionale (partite non ufficiali) ― Albania | Cronologia completa delle presenze e delle reti in nazionale (partite non ufficiali) ― Albania | Cronologia completa delle presenze e delle reti in nazionale (partite non ufficiali) ― Albania | Cronologia completa delle presenze e delle reti in nazionale (partite non ufficiali) ― Albania | Cronologia completa delle presenze e delle reti in nazionale (partite non ufficiali) ― Albania | Cronologia completa delle presenze e delle reti in nazionale (partite non ufficiali) ― Albania |
| Data                                                                                           | Città                                                                                          | In casa                                                                                        | Risultato                                                                                      | Ospiti                                                                                         | Competizione                                                                                   | Reti                                                                                           | Note                                                                                           |
| ---------------------------------------------------------------------------------------------- | ---------------------------------------------------------------------------------------------- | ---------------------------------------------------------------------------------------------- | ---------------------------------------------------------------------------------------------- | ---------------------------------------------------------------------------------------------- | ---------------------------------------------------------------------------------------------- | ---------------------------------------------------------------------------------------------- | ---------------------------------------------------------------------------------------------- |
| 6-9-2002                                                                                       | Pristina                                                                                       | Kosovo                                                                                         | 0 – 1                                                                                          | Albania                                                                                        | Amichevole                                                                                     | -                                                                                              | 46’                                                                                            |
| Totale                                                                                         |                                                                                                | Presenze                                                                                       | 1                                                                                              |                                                                                                | Reti                                                                                           | 0                                                                                              |                                                                                                |

## Palmarès

### Club

#### Competizioni nazionali
- Campionato cipriota: 1

Anorthosis: 2007-2008
- Coppa di Cipro: 1

Anorthosis: 2006-2007
- Supercoppa di Cipro: 1

Anorthosis: 2007